# Korsetpiercing
En korsetpiercing er en lang række af piercinger, der følger rygsøjlen på hver sin side ned langs ryggen. Der bliver sat små ringe i piercingerne, og derefter bliver der sat et silkebånd i ringene, så det danner et korset.
Man kan i princippet også lave korset piercinger i siden, ved brystet og ned ad maven.
Korsetpiercinger er ikke udbredt i Danmark.